# Altersabteilung
Unter Altersabteilung versteht man die Abteilung innerhalb einer Organisation, in der ehrenamtliche Mitglieder aus Alters- oder Gesundheitsgründen nach ihrem aktiven Dienst ihren Platz finden.

## Feuerwehr

### Deutschland
Die Alters- bzw. Ehrenabteilung (auch Alters- bzw. Ehrenmannschaft) ist eine Abteilung innerhalb der Freiwilligen Feuerwehr.
Diese Abteilung wird je nach Bundesland unterschiedlich benannt, wie z. B.:
- In Hessen heißt sie gemäß § 10 des Hessischen Brand- und Katastrophenschutzgesetzes Ehren- und Altersabteilung.[1][2]

Die Aufnahmevoraussetzungen in diese Gruppe sowie die Rechte und Pflichten werden in der jeweiligen Satzung der Feuerwehr beschrieben und weichen von Gemeinde zu Gemeinde voneinander ab. Gründe für einen Wechsel in die Altersabteilung können z. B. das Alter, Erfüllung einer Mindestdienstzeit oder gesundheitliche Probleme, die einen aktiven Dienst dauerhaft nicht mehr zulassen, sein. Herausgehoben sind hierbei die Ehrenmitglieder, die aufgrund besonderer Leistungen von der Mitgliederversammlung hierzu ernannt wurden.

### Österreich
In Österreich müssen Feuerwehrmitglieder, die das 65. Lebensjahr überschritten haben, aus dem Aktiven Dienst in die sogenannte Reserve oder Reservestand überstellt werden. Auch wenn man die gesundheitliche Tauglichkeit nicht mehr erreicht, kann die Versetzung erfolgen. Vorzeitig kann man in diese nur in manchen Bundesländern mit einem Dienstalter von mindestens 25 Jahren und einem Mindestalter von 50 Jahren überstellt werden.

## Technisches Hilfswerk
Das THW kennt als vergleichbare Gruppierung die Alters- und Ehrengruppe.
Althelfer kann werden, wer als aktiver Helfer im THW mitgewirkt hat und dem THW kameradschaftlich verbunden bleiben möchte. Der Übergang vom aktiven Helfer oder Reservehelfer zum Althelfer erfolgt auf Antrag. Althelfer nehmen nicht mehr am aktiven Dienst teil, können aber mit ihrem Einverständnis weiter zu Einsätzen, auch zu Auslandseinsätzen, herangezogen werden, sofern sie körperlich hierzu geeignet sind.
Althelfer können ihre Erfahrung an jüngere Helfer weitergeben und an kameradschaftlichen Veranstaltungen des Ortsverbandes teilnehmen.

## Tätigkeiten
Typische Aufgaben für Mitglieder der Altersabteilung sind z. B. die Ausbildung, die Gerätewartung, die Medien- und Pressearbeit, die Unterstützung der Einsatzkräfte im Bereich Logistik/Versorgung und die Brandschutzerziehung, die ehrenamtlich übernommen werden, soweit sie hierfür die entsprechenden Vorkenntnisse besitzen und körperlich noch fit dafür sind.
Weiterhin kann die Dienstkleidung behalten werden und der Dienstrang bleibt bestehen.